# Pomoćni sudac
Pomoćni suci u nogometnoj igri imaju ulogu da pomažu glavnom sucu u provedbi svih pravila igre tijekom jedne nogometne utakmice.
Šesto pravilo nogometnih pravila zadaje glavne dužnosti pomoćnog suca, koje su podređene moći i odlukama glavnoga suca. Pomoćni sudac ima zadatke tipa:
- označavanje kada lopta cijelim svojim obujmom izađe iz terena;
- dodjeljivanje lopte jednoj od momčadi nakon njenog izlaska iz terena;
- određivanje zaleđa;
- pomoć glavnom sucu u određivanju prekršaja;
- bilo kakva pomoć glavnom sucu ako bilo koji igrač napravi nešto što se ne podudara s pravilima.

Važno je napomenuti da svaka odluka pomoćnog suca nije konačna, već je mora potvrditi glavni sudac. Osim provedbe pravila, pomoćni suci često pomažu i oko priprema i administrativnih problema.
Pomoćni sudac će označiti bilo kakav prekršaj ili obavijest glavom sucu podizanjem zastavice. Glavni sudac će, ako se slaže, poslušati pomoćnog i zaustaviti igru, a ako se ne slaže, onda će igru nastaviti bez prekida. Tijekom jedne utakmice, dva su pomoćna suca, jedan na svakoj strani terena sa suprotnih strana. Njihova pozicija varira, tj. u liniji su zadnjeg braniča radi njihove primarne funkcije, određivanja zaleđa.

## Signali zastavicama
Pomoćni sudac pomaže glavnom sucu mašući zastavicom obojanom u crveno i/ili žuto. Mahanje se razlikuje od jednog do drugog prekida igre. Svaki prekid ima svoj signal.

### Lopta izvan terena
Kada lopta cijelim svojim obujmom izađe izvan terena (aut-linije ili gol-linije), pomoćni sudac će označiti to podizanjem zastavice okomito u zrak, a onda će usmjeriti zastavicu prema strani igrališta koju napada momčad čija lopta treba biti (u suprotnom smjeru od gola koji brani ta momčad). To se događa prilikom nastanka auta i određivanja njegovog izvođenja.

### Lopta u gol-autu
Kada lopta cijelim svojim obujmom prijeđe gol-liniju poslije zadnjeg dodira koji je pripadao momčadi koja je napadala, pomoćni sudac će dodijeliti gol-aut. Dodjeljivanje gol-auta će biti signalizirano podizanjem zastavice paralelno s terenom. Ako lopta izađe tako da ju je zadnji dirao pripadnik momčadi koja se brani, onda će to biti korner, kojeg će pomoćni sudac odrediti spuštanjem zastavice u smjeru korner-zastavice.

### Prekršaj
Ako se bilo koji igrač ogluši na nogometna pravila, to je prekršaj. Pomoćni sudac će označiti prekršaj podizanjem zastavice okomito u zrak i onda mahati s njom. Ako je situacija dvojbena i glavni sudac nije dobro vidio ono što mu pomoćni pokazuje, doći će do konzultacije. To su vrlo sporni detalji tipa igranje rukom braniča u svom šesnaestercu ili ponekad dvojbeni ulazak lopte u gol.

### Zaleđe
Ako je igrač u zaleđu, pomoćni sudac će podignuti zastavicu u smjeru linije zadnjeg igrača obrane bez mahanja. Nakon što glavni sudac uvidi da je pomoćni sudac signalizirao zaleđe, zaustavit će igru i dodijeliti neizravni slobodni udarac protivničkoj momčadi.

## Promjena imena
Pomoćni sudac se prije nazivao i pomoćnik. Godine 1996., ime se i službeno promijenilo da bolje odrazi vrlo važnu ulogu u nogometu ovih ljudi, te se izgubilo isključivo odnošenje na muški rod. Ponekad je pogrešno ime i pomoćnik suca.
Najbolji sustav kontrole utakmice je takozvani dijagonalni sustav kontrole.